# Великата красота
„Великата красота“ (на италиански: La grande bellezza) е италиански трагикомичен филм от 2013 г. на режисьора Паоло Сорентино.
Сценарият на филма е написан съвместно от Сорентино и Умберто Контарело. Снимките на филма започват на 9 август 2012, в Рим. Премиерата на „Великата красота“ е на 21 май 2013 г. на Фестивала в Кан, в селекция за наградата „Златна палма“. Филмът е показван и на Международния филмов фестивал в Торонто през 2013 г., както и на Европейския филмов фестивал в Рейкявик през 2013 г.
Филмът печели „Оскар“ за най-добър чуждоезичен филм на 86-ото издание, както и „Златен глобус“ и Наградата на Британската филмова академия в същата категория. 
„Великата красота“ е копродукция на италианските компании Медуза Филм и Индиго Филм, както и френската Babe Films, с подкрепата на Народната банка на Виченца, Патé и телевизионния канал Франс 2 Синема. Бюджетът на продукцията е 9,2 млн. евро, а приходите достигат 29,5 млн. евро.

## Сюжет
Филмът започва с цитат от книгата „Пътешествие до края на нощта“ от Луи-Фердинан Селин: „Да се пътешества е много полезно, защото задвижва въображението. Останалото е лудост и болка. Нашето пътешествие е изцяло въображаемо, което е и неговата сила.“ Главният герой е Джеп Гамбардела, дошъл в Рим на 26-годишна възраст. Той пише първия си и единствен роман „Човешкият апарат“ и оттогава не създава нищо друго, освен статии и интервюта с претенциозни творци, а основното му занимание се свежда до комфорта на светския живот. След партито за 65-ия му рожден ден, което завършва с неочаквана новина, свързана с неговото минало, Джеп усеща неудовлетвореността от начина си на живот, поглеждайки по нов начин на средата и себе си, за да се преоткрие на фона на красотата и величието на вечния град.

## В ролите
| Изпълнител      | Роля            |
| --------------- | --------------- |
| Тони Сервило    | Джеп Гамбардела |
| Карло Вердоне   | Романо          |
| Сабрина Ферили  | Рамона          |
| Карло Бучиросо  | Лело Кава       |
| Галатеа Ранзи   | Стефания        |
| Памела Вилореси | Виола           |
| Джорджо Пасоти  | Стефано         |

## Интересни факти
Един от основните източници на вдъхновение на Паоло Сорентино за този филм е идеята на Гюстав Флобер да напише роман за Нищото. В писмо до Луиз Коле („Петък вечер“, 16 януари 1852 г.), част от кореспонденция, водена по време на написването на „Мадам Бовари“, Флобер споделя: „Най-много бих искал да напиша книга за нещо незначително, книга без външна връзка, която да се задържа сама с вътрешната сила на стила, както земята, без нищо да я подкрепя, се задържа във въздуха; книга, която почти да няма сюжет или чийто сюжет да бъде почти невидим, ако е възможно. Най-хубави произведения са тези, в които материалното е най-малко; колкото повече изразът се доближава до мисълта, колкото повече думата прилепва и се слива с нея, толкова по-хубаво е произведението. Мисля, че това е бъдещият път на изкуството.“  За идеята на Флобер Сорентино казва: „Под нищо той има предвид клюки и слухове. Хилядите начини за губене на време, нещата, които ни дразнят или доставят удоволствие, които обаче са толкова мимолетни, че ни отвличат от смисъла на живота. Това нищо е водещо в живота на много хора.“ Той още казва, че иска да изследва: „Как онова, което си определял като вулгарно и грозно, изведнъж може да ти се разкрие като изненадващо красиво. И в това е прелестта на живота.“
В интервю Сорентино споделя, че един от вариантите за заглавие на филма бил именно „Човешкият апарат“ – заглавието на измисления роман от Джеп Гамбардела във филма.
Героинята Талия Консепт черпи от реалната личност на пърформанс изпълнителката Марина Абрамович.
Филмът е посветен на италианския ръгбист и журналист Джузепе Д’Аванцо – близък приятел на Паоло Сорентино, починал по време на снимките на филма.
В реплика от филма персонажът на Тони Сервило – Джеп Гамбардела казва: „Кой съм аз? Така започва един роман…“. Този роман е „Надя“ на Андре Бретон от 1928 г. Романът, смятан за един от най-важните текстове на Сюрреализма, описва с неутрален тон 9 дни от живота на автора, в които той общува с млада жена на име Надя. През 1964 г. Бретон публикува преработено издание на книгата. Централната част на „Великата красота“, която изследва взаимоотношенията между Джеп и Рамона, се основава именно на този роман.

## Награди и номинации
| Категория                                       | Номиниран                           | Резултат               |
| Оскар (2 март 2014 г.)                          | Оскар (2 март 2014 г.)              | Оскар (2 март 2014 г.) |
| ----------------------------------------------- | ----------------------------------- | ---------------------- |
| Най-добър чуждоезичен филм                      | Най-добър чуждоезичен филм          | награда                |
| Награда на БАФТА (16 февруари 2014 г.)          |                                     |                        |
| Най-добър чуждоезичен филм                      | Най-добър чуждоезичен филм          | награда                |
| Златен глобус (12 януари 2014 г.)               |                                     |                        |
| Най-добър чуждоезичен филм                      | Най-добър чуждоезичен филм          | награда                |
| Европейски филмови награди (7 декември 2013 г.) |                                     |                        |
| Най-добър филм                                  | Най-добър филм                      | награда                |
| Най-добър филмов монтаж                         | Най-добър филмов монтаж             | награда                |
| Най-добър режисьор                              | Паоло Сорентино                     | награда                |
| Най-добър актьор                                | Тони Сервило                        | награда                |
| Най-добър сценарий                              | Паоло Сорентино и Умберто Контарело | номинация              |
| Сателит (23 февруари 2014 г.)                   |                                     |                        |
| Най-добър чуждоезичен филм                      | Най-добър чуждоезичен филм          | номинация              |